# Starost svemira
U fizikalnoj kozmologiji, dob svemira je vrijeme proteklo od Velikog praska. Trenutačno mjerenje doba svemira iznosi 13.799 ± 0.021 milijardi ({\displaystyle 10^{9}}) godina unutar modela Lambda-CDM. Nesigurnost je sužena na 21 milijun godina, temeljena na nizu projekata koji pružaju iznimno bliske brojke za starost. To uključuje istraživanje mikrovalnog pozadinskog zračenja i mjerenja rađena satelitom Planck, Wilkinsonovoj mikrovalnoj anizotropnoj sondi i drugim sondama. Mjerenja kozmičkog pozadinskog zračenja daju vrijeme hlađenja svemira od Velikog praska, a mjerenja brzine ekspanzije svemira mogu se koristiti za izračunavanje približne dobi ekstrapolacijom unatrag u vremenu.

## Objašnjenje
Lambda-CDM model konkordancije opisuje evoluciju svemira iz vrlo ujednačenog, vrućeg, gustog  praiskonskog stanja do sadašnjeg stanja u rasponu od oko 13,8 milijardi godina kozmološkog vremena. Ovaj je model dobro poznat teoretski i snažno podržan nedavnim astronomskim promatranjima visoke preciznosti kao što je WMAP. Nasuprot tome, teorije o porijeklu prvimarnog stanja ostaju vrlo spekulativne. Ako netko ekstrapolira Lambda-CDM model unatrag od najranijih dobro razumljivih stanja, brzo (unutar malog dijela sekunde) dosegne singularnost nazvanu "Big Bang singularity (Singularnost velikog praska)". Ova singularnost se ne uzima kao fizički značajna u uobičajenom smislu, ali je prikladno citirati vremena izmjerena "od Velikog praska" iako ne odgovaraju fizikalno mjerljivom vremenu. Na primjer, "{\displaystyle 10^{6}} sekundi nakon Velikog Praska" je dobro definirana era u evoluciji svemira. Ako bi se o istom vremenu govorilo kao "prije 13,8 milijardi godina minus {\displaystyle 10^{-6}} sekundi", preciznost bi izgubila smisao jer se minijaturnost posljednjeg vremenskog intervala gubi u nesigurnosti u veličini prvog.
Iako svemir u teoriji može imati dulju povijest, Međunarodna astronomska zajednica trenutačno koristi "dob svemira" kako bi značilo trajanje ekspanzije Lambda-CDM ili ekvivalentno proteklo vrijeme od Velikog praska u sadašnjem promatranom svemiru.

## Opservacijska ograničenja
Budući da svemir mora biti barem star, kao i najstarije stvari u njemu, postoji niz opažanja koja donose donju granicu dobi svemira; to uključuje temperaturu najhladnijih bijelih patuljaka, koji postupno postaju hladniji sa starošću, i najtamnije točke gašenja glavnih zvijezda u klasterima (zvijezde nižih masa troše veću količinu vremena na glavnom slijedu, tako da zvijezde najniže mase koji su se razvili izvan glavne sekvence postavljaju minimalnu dob).

## Kozmološki parametri
Problem određivanja dobi svemira usko je vezan uz problem određivanja vrijednosti kozmoloških parametara. Danas se to uglavnom provodi u kontekstu modela ΛCDM, gdje pretpostavlja da svemir sadrži normalnu (barionsku) materiju, hladnu tamnu materiju, zračenje (uključujući i fotone i neutrine) i kozmološku konstantu. Frakcijski doprinos svake na trenutnu gustoću energije svemira daje se parametrima gustoće Ωm, Ωr i ΩΛ. Puni model ΛCDM je opisan brojni drugim parametrima, no za potrebe računanja dobi ova tri, zajedno s Hubbleovim parametrom {\displaystyle H_{0}}, su najvažnija.
Ako netko ima točna mjerenja tih parametara, tada se dob svemir može odrediti pomoću Friedmannove jednadžbe. Ova jednadžba odnosi se na stopu promjene faktora a (t) na materijalni sadržaj svemira. Okretanjem tog odnosa možemo izračunati promjenu u vremenu po promjeni faktora skale i tako izračunati ukupnu dob svemira integrirajući ovu formulu. Starost {\displaystyle t_{0}} je tada dana izrazom oblika{\displaystyle t_{0}={\frac {1}{H_{0}}}F(\Omega _{r},\Omega _{m},\Omega _{\Lambda },\dots }) gdje je H_ {0} Hubbleov parametar, a funkcija F ovisi samo o frakcijskom doprinosu energijskom sadržaju svemira koji potječe od različitih komponenti. Prvo opažanje koje se može dobiti iz ove formule jest to da je Hubbleov parametar koji kontrolira doba svemira s korekcijom koja proizlazi iz materije i energije. Dakle, gruba procjena doba svemira proizlazi iz Hubbleovog vremena, inverzije Hubbleovog parametra. S vrijednošću za {\displaystyle H_{0}} oko 68 km / s / Mpc, Hubbleovo vrijeme procjenjuje se na 1 / {\displaystyle H_{0}} = 14,4 milijardi godina.
Da biste dobili točniji broj, mora se izračunati faktor ispravka F. Obično se to mora učiniti numerički, a rezultati na nizu vrijednosti kozmoloških parametara prikazani su na slici. Za Planckove vrijednosti (Ωm, ΩΛ) = (0.3086, 0.6914), prikazanoj kutijom u gornjem lijevom kutu slike, ovaj korekcijski faktor je oko F = 0.956. Za ravni svemir bez ikakve kozmološke konstante, prikazan zvijezdom u donjem desnom kutu, F = 2/3 je mnogo manji, pa je svemir mlađi zbog fiksne vrijednosti Hubbleovog parametra. Da bi se ova brojka, Ωr održava konstantna (otprilike jednaka održavanju konstantne temperature CMB) i parametar gustoće zakrivljenosti je fiksiran za vrijednost ostalih tri.
Osim Planck satelita, Wilkinsonova mikrovalna anizotropna sonda (WMAP) je bila instrumentalna u uspostavljanju točne dobi svemira, iako se druga mjerenja moraju presavijati da bi dobili točan broj. CMB mjerenja su vrlo dobra pri ograničavanju sadržaja materije Ωm i parametar zakrivljenosti Ωk. Nije baš tako osjetljiva na ΩΛ izravno, dijelom zato što kozmološka konstanta postaje važna samo pri niskom crvenom prebacivanju. Najtočnije odrednice Hubbleovog parametra {\displaystyle H_{0}} dolaze iz supernova tipa Ia. Kombiniranje ovih mjerenja dovodi do opće prihvaćene vrijednosti za dob u svemiru koji je gore naveden.
Kozmološka konstanta čini svemir "starijima" za fiksne vrijednosti ostalih parametara. Ovo je značajno jer je prije nego što je kozmološka konstanta postala općeprihvaćena, model Velikog Praska imao je poteškoća objasniti zašto su kuglaste nakupine u Mliječnom putu bile daleko starije od doba svemira izračunate iz Hubbleovog parametra i samo materijalnog svemira, Uvođenje kozmološke konstante omogućuje da svemir bude stariji od ovih klastera, kao i objašnjavanje drugih značajki koje samo kozmički model ne može.